# Domingo Blanco
Domingo Felipe Blanco (ur. 22 kwietnia 1995 w Punta Alta) – argentyński piłkarz występujący na pozycji skrzydłowego lub środkowego pomocnika, reprezentant Argentyny, od 2023 roku zawodnik meksykańskiej Tijuany.